# Colotis mananhari
Colotis mananhari är en fjärilsart som först beskrevs av Ward 1870.  Colotis mananhari ingår i släktet Colotis och familjen vitfjärilar.
Artens utbredningsområde är Madagaskar. Inga underarter finns listade i Catalogue of Life.

## Bildgalleri

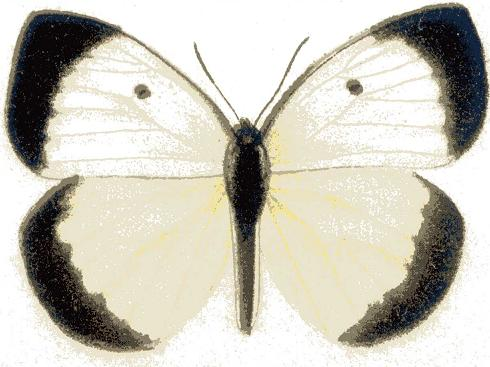
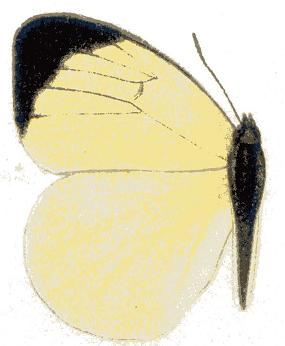
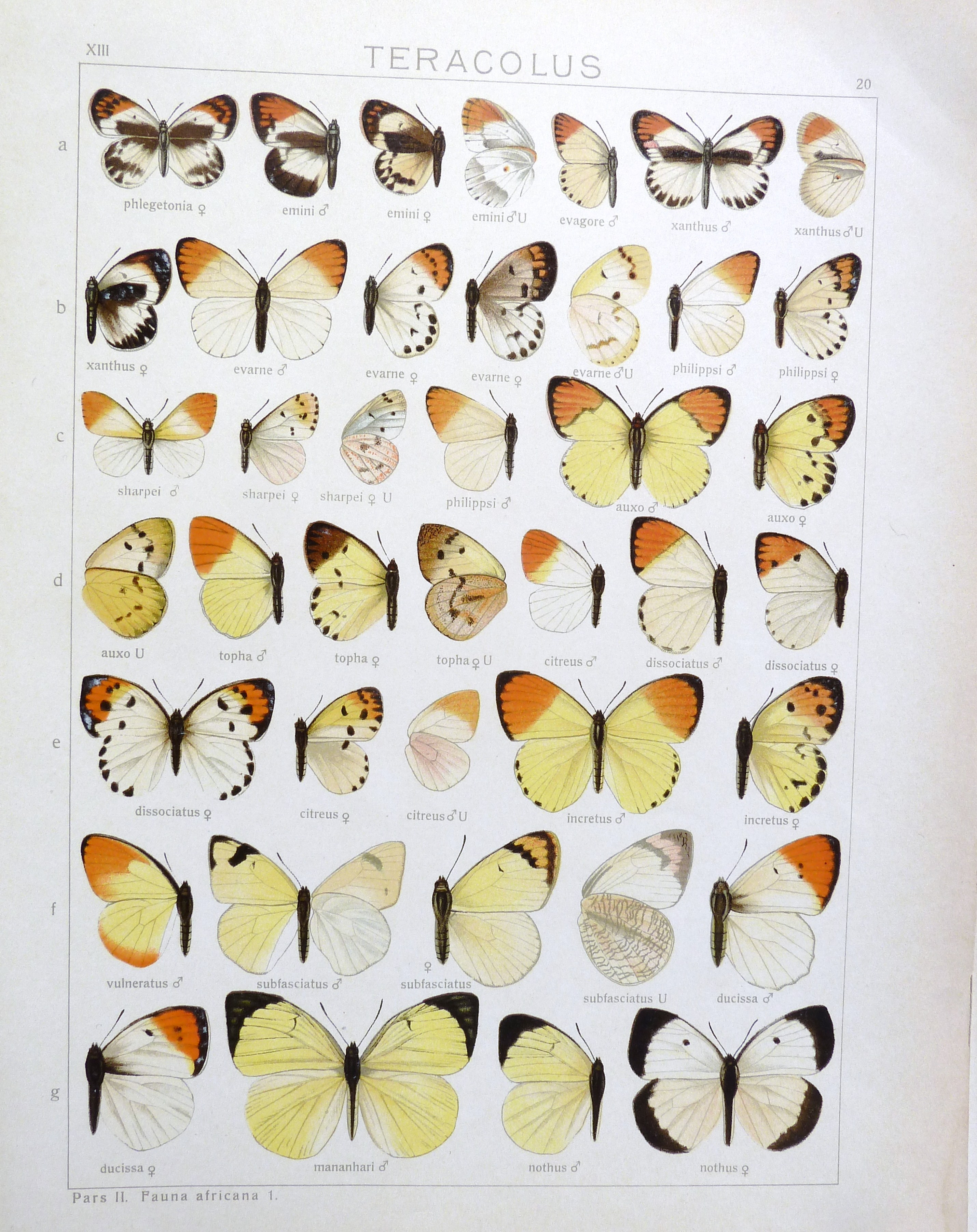